# Koningin-Groenpark
Het Koningin-Groenpark (Frans: Parc Reine-Verte) is een park in de Brusselse gemeente Schaarbeek.

## Ligging
Het park bevindt zich tussen de Groenstraat en de Paleizenstraat in Schaarbeek, net ten oosten van het Noordstation. Het park ligt binnen het huizenblok en heeft ingangen op de Groenstraat 126 en Paleizenstraat 42. Het Koningin-Groenpark is vernoemd naar de Groenstraat en het nabijgelegen Koninginneplein. Het park heeft een oppervlakte van meer dan 5000 m², en bestaat hoofdzakelijk uit de tuinen van het voormalige paleis van de RTT.  

## Ontwerp en aanleg
Het park is ontworpen door architectuurbureau AR-BR (architect Philippe Serck) en landschapsarchitect Erik Dhont, na een wedstrijd die de gemeente Schaarbeek had uitgeschreven. Het is aangelegd tussen 2003 en 2006. De opening van het park vond plaats op 20 juni 2007.

## Beschrijving
Het park heeft een sterk hoogteverschil. Het wordt van de Groenstraat afgesloten door hoge muren van kiezelplaten. Aan de zijde van de Paleizenstraat bevinden zich een vijver en paviljoen Cannelle, dat in 2010 volledig is gerenoveerd en sindsdien als restaurant wordt gebruikt.